# Colasposoma subcostatum
Colasposoma subcostatum é uma espécie de escaravelho de folha da República Democrática do Congo descreveu por Carl Eduard Adolph Gerstaecker em 1871.